# Слободан Васковић
Слободан Васковић (Сарајево, 16. новембар 1962) српски је новинар и блогер. Бивши је власник и уредник магазина „Патриот” и балетски играч.

## Биографија
Слободан (Момир) Васковић је рођен 16. новембра 1962. године у Сарајеву. Завршио је гимназију и средњу балетску школу, а при Народном позоришту у Сарајеву и вишу балетску школу (1984). Био је запослен у Народном позоришту од 1986. до 1992. године као члан балета. Током рата био је водитељ емисије народне музике „Свилен конац” на Српском радију у Палама. Након рата прелази да ради у Бању Луку гдје постаје дописник дневног листа „Грађанин”. Потом ради као новинар за лист „Репортер”.
Слободан Васковић је од 2001. до 2009. године био директор и главни и одговорни уредник магазина „Патриот”. Затим, био је главни и одговорни уредник магазина „Став”. До марта 2011. радио је као новинар у емисији „60 минута” на Федералној телевизији из Сарајева. У априлу исте године покренуо је свој лични блог на којем редовно објављује текстове и прилоге „који свједоче о томе да је ова земља вишеструко окована криминалом и корупцијом”.